# Pabst Science Publishers
Pabst Science Publishers ist ein unabhängiger international tätiger Wissenschaftsverlag in Lengerich/Westfalen. Er wurde 1990 gegründet von Wolfgang Pabst.

## Programm
Der Verlag veröffentlicht primär psychologische, medizinische und philosophische Spezialtitel. Allgemeinverständliche Ratgeber und das literarische Imprint Commedia & Arte ergänzen das Programm. Bei Pabst erscheinen 14 Fachzeitschriften. Ca. 1800 Buchtitel (deutsch- oder englischsprachig) waren Ende 2022 lieferbar.
Die Schwerpunkte des medizinischen Programms liegen in den Bereichen perioperative Medizin, Nephrologie und Organtransplantation. Das psychologische Programm fokussiert auf Psychotherapie, Kunsttherapie, Kunstpsychologie, Suchttherapie, Forensische Psychologie und Psychiatrie, Wirtschaftspsychologie, Arbeitspsychologie, Umweltpsychologie, Politische Psychologie und Evolution („Psychogenese der Menschheit“).
Die Deutsche Gesellschaft für Psychologie publiziert seit 1999 regelmäßig ihre Kongress-Abstracts bei Pabst.
Das Imprint Commedia & Arte besteht aus italienischen Romanen bzw. Erzählungen in deutscher Übersetzung.

## Fachzeitschriften
- Empirische Sonderpädagogik
- Forensische Psychiatrie und Psychotherapie
- Gemeindepsychologie
- Journal für Anästhesie und Intensivbehandlung
- Journal für Philosophie und Psychiatrie
- Mind Body Health Journal
- Musik-, Tanz- und Kunsttherapie
- Politische Psychologie
- Psychosoziale und Medizinische Rehabilitation
- Psychoanalyse – Texte zur Sozialforschung
- Psychological Test and Assessment Modeling
- Psychologie & Gesellschaftskritik
- rausch – Wiener Zeitschrift für Suchttherapie
- Umweltpsychologie
- Verhaltenstherapie & Verhaltensmedizin
- Wirtschaftspsychologie